# Fernanda Movin
Fernanda Movin (født Rauch, 16. november 1888 i København – 3. december 1974) var en dansk skuespiller.
Movin debuterede på Casino, og tog efterfølgende på turné med Oddgeir Stephensen, Axel Jacobsen og Otto Jacobsen. Fra 1917-1921 havde hun flere roller ved Odense Teater, og drev i en periode sommerteater i Rudkøbing.
Hun var gift med Rasmus Movin og er mor til Lisbeth Movin. Fernanda Movin er begravet på Bispebjerg Kirkegård.

## Filmografi
- En sømand går i land (1954)
- Min datter Nelly (1955)
- Taxa K-1640 Efterlyses (1956)
- Mig og min lillebror og storsmuglerne (1968)